# Mehlville
Mehlville is een plaats (census-designated place) in de Amerikaanse staat Missouri, en valt bestuurlijk gezien onder St. Louis County.

## Demografie
Bij de volkstelling in 2000 werd het aantal inwoners vastgesteld op 28.822.

## Geografie
Volgens het United States Census Bureau beslaat de plaats een oppervlakte van
19,6 km², waarvan 19,1 km² land en 0,5 km² water.

## Plaatsen in de nabije omgeving
De onderstaande figuur toont nabijgelegen plaatsen in een straal van 4 km rond Mehlville.